# Kapringen af MV Leopard
Kapringen af MV Leopard fandt sted onsdag den 12. januar 2011 i det Arabiske Hav, tæt på Omans kyst. Seks besætningsmedlemmer på det danskejede skib, heraf to danskere, blev bortført af somaliske pirater og holdt som gidsler de følgende 838 dage frem til 30. april 2013. Løsesummen var på 39 millioner kroner. Sagen var genstand for en vis opmærksomhed både under og efter forløbet og førte til sager i Pressenævnet, der endte med en historisk hård kritik af Ekstra Bladet og TV 2.

## Baggrund
Pirateri ud for Somalia havde i 2011 været et stigende problem op gennem det meste af det 21. århundrede. I perioden fra 2006 til 2011 var antallet af årlige kapringer eller forsøgte kapringer udført af somaliske pirater steget fra 25 til over 200. Årsagen til de stigende pirateriproblemer omkring landet var blandt andet landets langvarige borgerkrig samt et omfattende overfiskeri ud for den somaliske kyst begået af udenlandske fiskefartøjer. Vestens kamp mod pirateriet blev intensiveret i form af blandt andet NATO-initiativet ’’Standing Force’’, hvor adskillige krigsskibe blev sat ind i jagten på piraterne, primært i Adenbugten mellem Somalia og Yemen.

## Skibet
Leopard var et dansk indregistreret tørlastskib, bygget i 1989 på Sakskøbing Skibsværft. På turen, hvor kapringen fandt sted, var skibet på vej fra den montenegrinske by Bar til Mumbai i Indien.

### Besætning
På kapringstidspunktet havde Leopard en besætning på seks personer, to danskere og fire filippinere:
- Eddy Lopez (kaptajn)
- Søren Lyngbjørn (styrmand)
- Frankly Rencio
- Sancho Lusaya
- Rene Aviles
- Federito Nunes

### Rederiet
MV Leopard var på kapringstidspunktet ejet af det danske rederi Shipcraft, der er hjemmehørende i Hørsholm nord for København. Rederiet var styret af den svenske ejer John Arne Larsson, af direktør Claus Bech og af bestyrelsesformand Sysser Zerlang-Phillipson.

## Kapringen
Den 12. januar 2011, på vej mod Mumbai, blev Leopard kapret i det Arabiske Hav, ca. 260 sømil syd for den omaniske havneby Salalah. Skibet havde helt ind til dagen forinden, netop for at sikre sig mod somaliske piratangreb, haft vagter ombord, men de var blevet sat af inden den sidste del af sejladsen mod Mumbai. Styrmand Søren Lyngbjørn havde vagt om eftermiddagen, da han på radaren så to pletter, der nærmede sig skibet. Efter blandt andet at have affyret skud mod skibet, bordede de to både med somaliske pirater skibet. Besætningen havde i mellemtiden forskanset sig i skibet sikringsrum, hvorfra de kunne høre, at piraterne udefra forsøgte at trænge ind.
Efter tilfangetagelsen blev kaptajn Eddy Lopez under trusler med AK 47-geværer truet til at starte skibet og sætte kursen mod Somalia, men piraterne havde udøvet så meget vold på skibet under kapringen, at det ikke var muligt at starte motoren. Efter adskillige mislykkede forsøg besluttede piraterne ud på aftenen i stedet at forlade Leopard med besætningen som gidsler, sandsynligvis af frygt for at krigsskibe fra anti-pirateristyrkerne skulle nå frem og forpurre kapringen. Den følgende eftermiddag nåede et tyrkisk flådefartøjs helikopter frem til Leopard og fandt det ubemandet og med synlige skader efter kapring.

## Gidseltid
Eddy Lopez, Søren Lyngbjørn og de fire filippinske besætningsmedlemmer blev umiddelbart efter kapringen og bortførelsen fra Leopard bragt til piraternes moderskib, det kaprede kinesiske fiskefartøj Shiuh Fu nr. 1. Rederiet Shipcraft bekræftede få dage efter kidnapningen af dets besætning, og at der var indledt forhandlinger med gidseltagerne om udbetaling af en løsesum for frigivelsen.

### 2011
Seks dage efter kapringen blev besætningen flyttet fra Shiuh Fu til det ligeledes kaprede tankskib ’’Polar’’, der lå ud for den somaliske pirathøjborg Hobyo.  Her sad de som gidsler i seks måneder sammen med den oprindelige besætning fra skibet. Dette sluttede dog, da Polars besætning sammen med skibet blev løsladt i løbet af sommeren 2011. Herefter blev Leopard-besætningen ført i land i Somalia. På dette tidspunkt havde de to danske besætningsmedlemmer allerede været i telefonisk kontakt med både repræsentanter fra rederiet, samt journalister fra Ekstra Bladet.
Piraterne optog kort efter Leopard-gidslerne var kommet i land i Somalia en video, hvori kaptajn Eddy Lopez fortæller om kapringen og gidseltiden. Videoen, der blev optaget i den somaliske bush, hvor gidslerne efter at være kommet i land blev tilbageholdt, blev uploadet på videodelingssitet YouTube. I december 2011 kom til det til et internt opgør i piratgruppen, hvor vagterne der passede på gidslerne skød på hinanden.

### 2012
Forhandlingerne mellem piraterne og Shipcraft var uden succes, og i januar 2012 kunne danske medier berette, at parterne var længere fra hinanden end nogensinde før, i bestræbelserne på at komme til enighed om prisen på gidslernes frigivelse. Gidslerne blev samtidig opdelt i to forskellige lejre i Somalia, og blev først i maj måned samme år genforenet. På dette tidspunkt er gidselsagen begyndt at vække opsigt i Danmark, hvor Ekstra Bladet havde valgt at trodse Udenrigsministeriets og den øvrige presses ønske om ikke at omtale sagen, og i stedet lancerede en omfattende kampagne under titlen ”Skal Eddy og Søren rådne op i Somalia”.
I oktober 2012 afholdt en gruppe danske sømænd en demonstration på Rådhuspladsen i København i protest mod de seks gidslers fortsatte tilbageholdelse i Somalia. Samtidig var rederiet Shipcraft fortsat tavse om, hvordan forhandlingsprocessen skred frem. I december samme år udsendte rederiet dog en pressemeddelelse i forbindelse med, at der i medieverdenen verserede rygter om, at det ene af de seks gidsler skulle være omkommet. I pressemeddelelsen afkræftede Shipcraft rygterne, og slog derudover fast, at man uafbrudt arbejdede på at få de seks gidsler fri fra deres fangenskab.

### 2013
Gidslernes forhold i Somalia forbedredes i begyndelsen af 2013, sandsynligvis som følge af, at forhandlingerne mellem piraterne og Shipcraft begynder at gå bedre. Kaptajn Eddy Lopez blev samtidig af piraterne stillet i udsigt, at besætningens snart ville komme hjem. I begyndelsen af april fik gidslerne i lejren besøg af en journalist fra TV 2 Norge.  Optagelserne og interviewsne, som journalisten lavede under sit besøg i gidslernes lejr i den somaliske ødemark skulle bruges til et dokumentarprogram til dansk TV 2, et program stationen viste få dage efter gidslernes frigivelse. Programmet blev efterfølgende kritiseret af kaptajn Eddy Lopez for ikke at afspejle virkeligheden, og Lopez hævdede at hans udtalelser i programmet var fremsat under trusler fra piraterne. Dokumentaren var årsag til, at Lopez efter frigivelsen meldte TV 2 til Pressenævnet.
Sagen delte fortsat vandene i medieverdenen i Danmark. Adskillige medier, heriblandt Danmarks Radio valgte fortsat ikke at omtale sagen i offentligheden af hensyn til forhandlingsprocessen.  Ekstra Bladet fortsatte dog deres kampagne, og chefredaktør Poul Madsen var blandt andet til stede under en demonstration på Rådhuspladsen i København den 22. marts. 

### Frigivelse
Den 30. april 2013 kunne adskillige danske medier meddele, at de seks gidsler var blevet frigivet af piraterne, efter 838 dages fangenskab. Via helikopter blev gidslerne af danske specialstyrker bragt ombord på fregatten F361 Iver Huitfeldt. Løsesummen for gidslernes frigivelse endte på 39 millioner kroner. Heraf betalte Shipcraft selv størstedelen af beløbet, mens resten kom fra henholdsvis forsikringsinteresser og private donationer. Både statsminister Helle Thorning-Schmidt, udenrigsminister Villy Søvndal og forsvarsminister Nick Hækkerup udtalte stor glæde over løsladelsen, og der var samtidig lykønskninger til det danske Frømandskorps for succesfuldt at have hjulpet med, at bringe gidslerne i sikkerhed.
Få dage efter løsladelsen kunne Shipcrafts direktør Claus Bech meddele, at gidslerne var tilbage i Europa, hvor de var i medicinsk karantæne grundet de helbredsmæssige omstændigheder, forbundet med over de to års fangenskab.

## Sagen i medierne
Umiddelbart efter kapringen blev sagen omtalt flittigt i de danske medier, der kunne berette om både kapringen, bortførslen og starten på forhandlingerne mellem piraterne og rederiet Shipcraft. I forbindelse med, at sagen skred frem valgte langt de fleste større danske medier dog at tie omkring sagens udvikling, ikke mindst på grund af Udenrigsministeriets anbefalinger om, ikke at fortælle om udvilklingen. Blandt andet TV 2 lå inde med adskillige oplysninger i sagen, som man ikke gik ud med før efter frigivelsen i april 2013. DR Nyheders direktør Ulrik Haagerup udtalte, at man af hensyn til gidslernes skæbne havde valgt ikke at offentliggøre de oplysninger, man havde adgang til. TV 2’s Michael Dyrby forklarede desuden, at man selvom man havde lavet de journalistiske historier og blandt andet havde talt med gidslerne, havde valgt ikke at bringe historierne af hensyn til gidslernes videre skæbne.
Af større danske medier var det kun Ekstra Bladet der konsekvent omtalte gidselsagen mens den stod på, en omtale der fandt sted på trods af massiv kritik fra politisk hold, blandt andet fra Dansk Folkepartis forsvarsordfører Søren Espersen. Avisen bragte blandt andet adskillige lydklip og videoindslag med interviews med gidslerne under fangenskabet, og havde desuden i adskillige omgange sagen nævnt på forsiden af avisen mens sagen stod på.
Efter frigivelsen klagede brancheorganisationen Søfartens Ledere på vegne af Leopard-kaptajnen Eddy Lopez over TV 2 og Ekstra Bladet til Pressenævnet. Lopez mente, at hans integritet var blevet krænket som følge af de informationer medierne havde videregivet i henholdsvis artikler og dokumentarprogrammer i løbet af sagen. Ekstra Bladets chefredaktør Poul Madsen udtalte at han var ked af Eddy Lopez’ reaktion, men at han fortsat mente det havde været den rigtige beslutning at beskrive sagen.  Michael Dyrby fra TV 2 udtalte samtidig, at de med dokumentarprogrammet, som blev bragt et par dage efter frigivelsen, ikke havde haft til hensigt at krænke Lopez, men derimod ønskede at fremstille ham som en stærk person.
Den 12. december 2013 udtalte Pressenævnet en alvorlig kritik af Ekstra Bladet og TV 2’s rolle i sagen. Pressenævnet fandt, at de to medier havde tilsidesat god presseskik gennem deres dækning af forløbet. Ekstra Bladet havde ifølge nævnet ikke informeret sine læsere godt nok om den situation, gidslerne befandt sig i, i forbindelse med, at de bragte interviews med dem, og TV 2 havde ikke udvist tilstrækkelig kildekritik, da de producerede dokumentarprogrammet fra gidsellejren i Somalia. En dokumentar, hvor kaptajn Eddy Lopez efterfølgende udtalte, at piraterne havde tvunget ham til at spille en bestemt rolle.